# Веттін-Лебеюн
Веттін-Лебеюн (нім. Wettin-Löbejün) — місто в Німеччині, розташоване в землі Саксонія-Ангальт. Входить до складу району Заалє.
Площа — 126,94 км2. Населення становить 9794 ос. (станом на 31 грудня 2021).